# Stradivari Le Brun
Lo Stradivari Le Brun of 1712 è un antico violino fabbricato dal liutaio italiano Antonio Stradivari di Cremona (1644–1737). È l'unico violino degli Stradivari del "periodo d'oro" che si sappia sia appartenuto e suonato dal compositore e violinista Niccolò Paganini. Quando fu venduto all'asta di Sotheby's a Londra nel novembre 2001 raggiunse uno dei prezzi più alti mai pagati per un violino ad un'asta e divenne lo strumento più costoso in Europa.

## Analisi degli anelli dell'albero
- Rapporto dendrocronologico: John C. Topham, Surrey (2001)